# Arbor Day

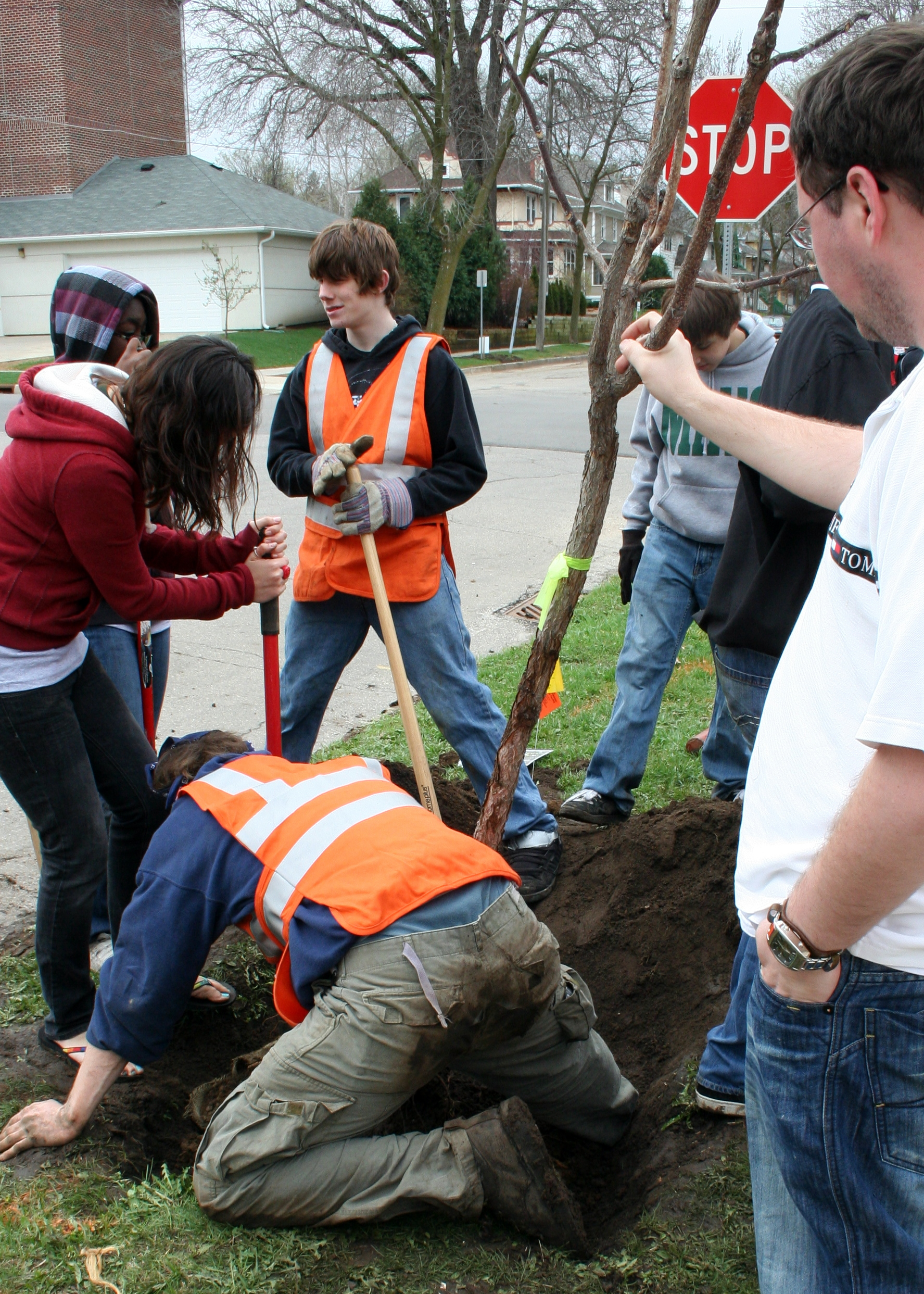
Plantering av träd på Arbor Day 2009 i Minnesota.

Arbor day är en helgdag som bland annat firas i USA där grupper och enskilda individer uppmuntras att plantera träd. Arbor Day föreslogs av J. Sterling Morton i den amerikanska delstaten Nebraska den 4 januari 1872 och blev helgdag den 10 april samma år. Det uppskattas att minst en miljon träd planterades det första året.